# Sciapus nebraskaensis
Sciapus nebraskaensis är en tvåvingeart som beskrevs av Harmston och Wilhelm Ludwig Rapp 1968. Sciapus nebraskaensis ingår i släktet Sciapus och familjen styltflugor.
Artens utbredningsområde är Nebraska. Inga underarter finns listade i Catalogue of Life.